# Deutsches Jockey-Championat

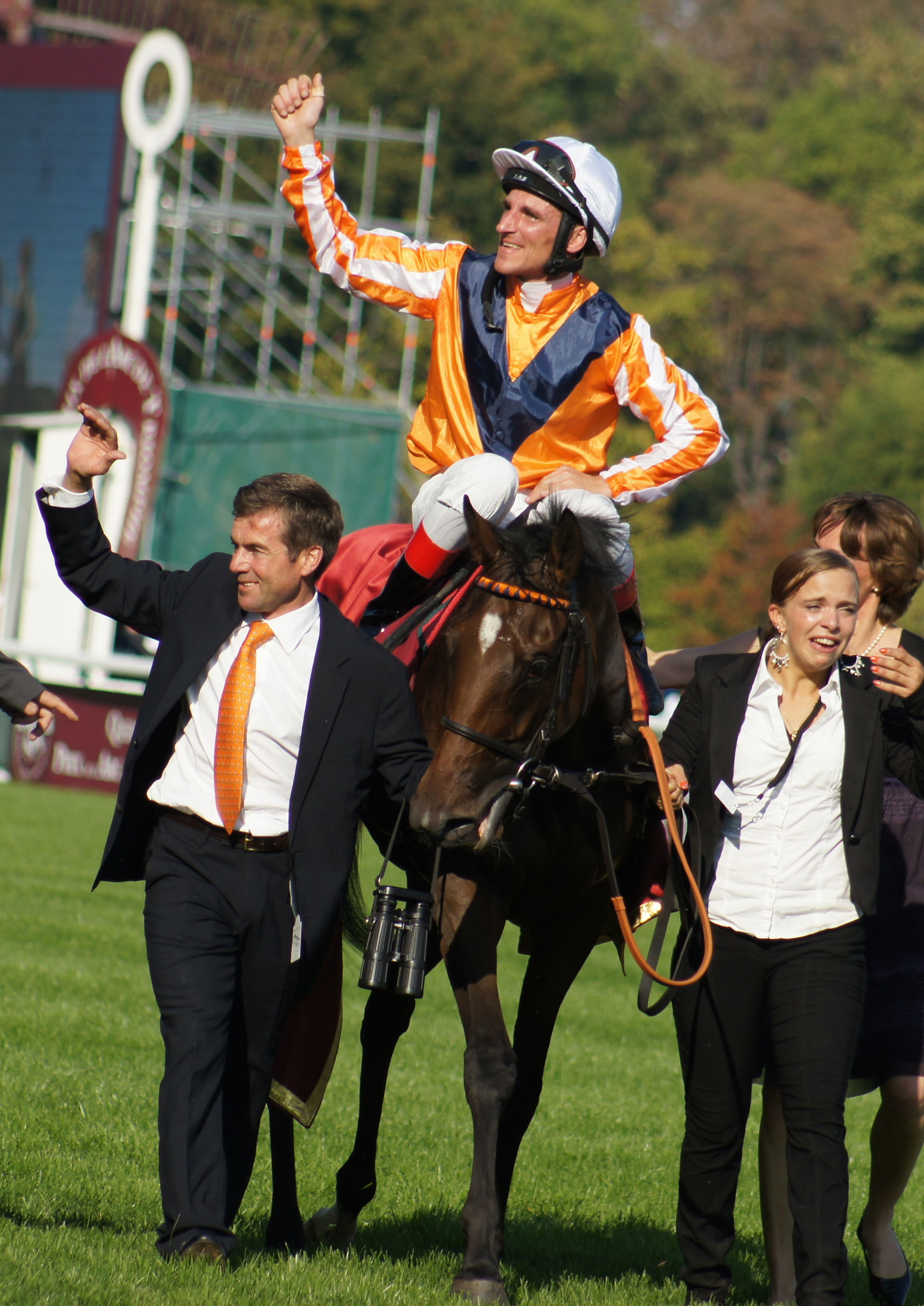
Peter Schiergen (links, fünffacher Championjockey) mit Danedream nach dem Sieg im Prix de l’Arc de Triomphe, im Sattel Andrasch Starke, zehnfacher Championjockey

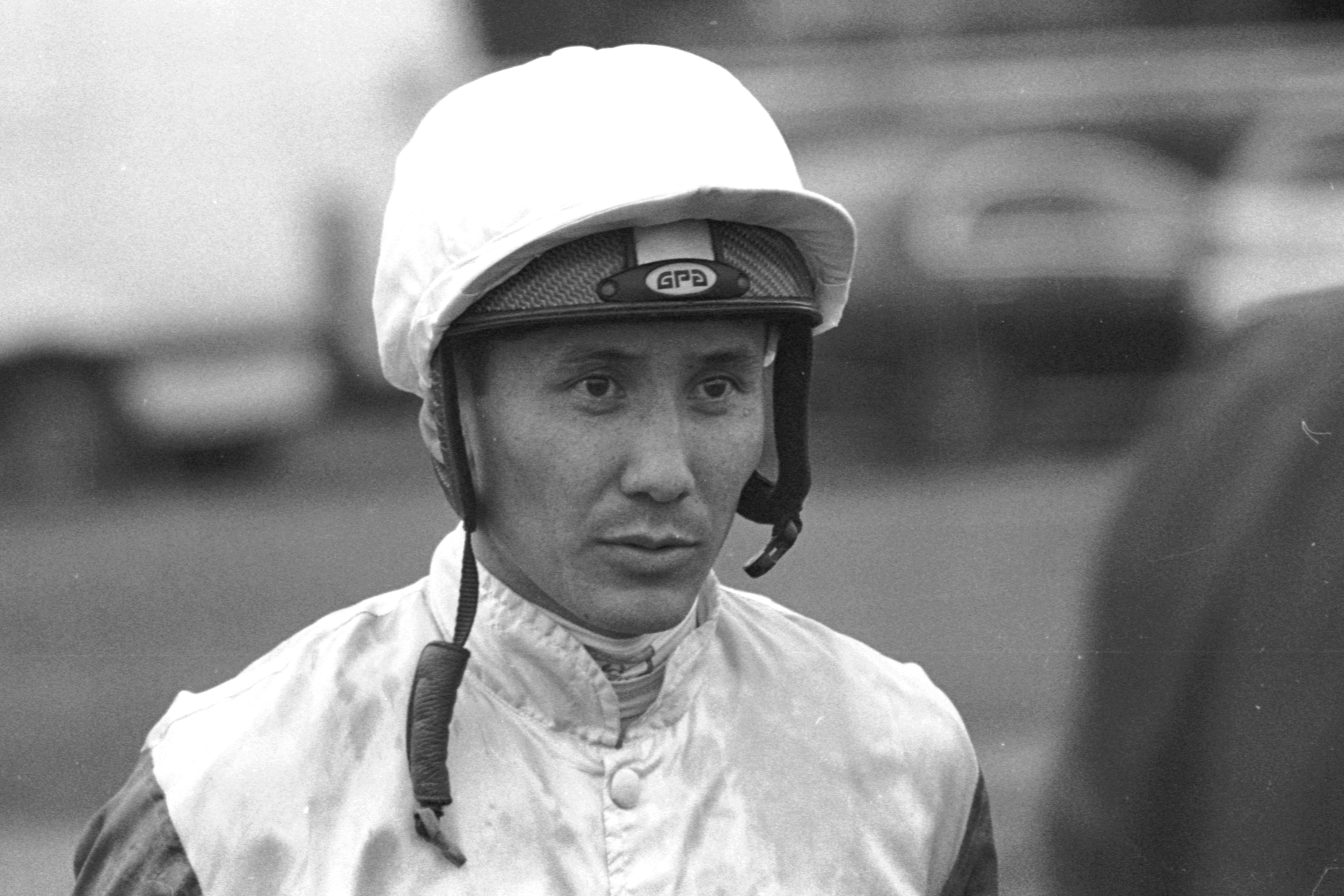
Bauyrzhan Murzabayev, vierfacher Championjockey

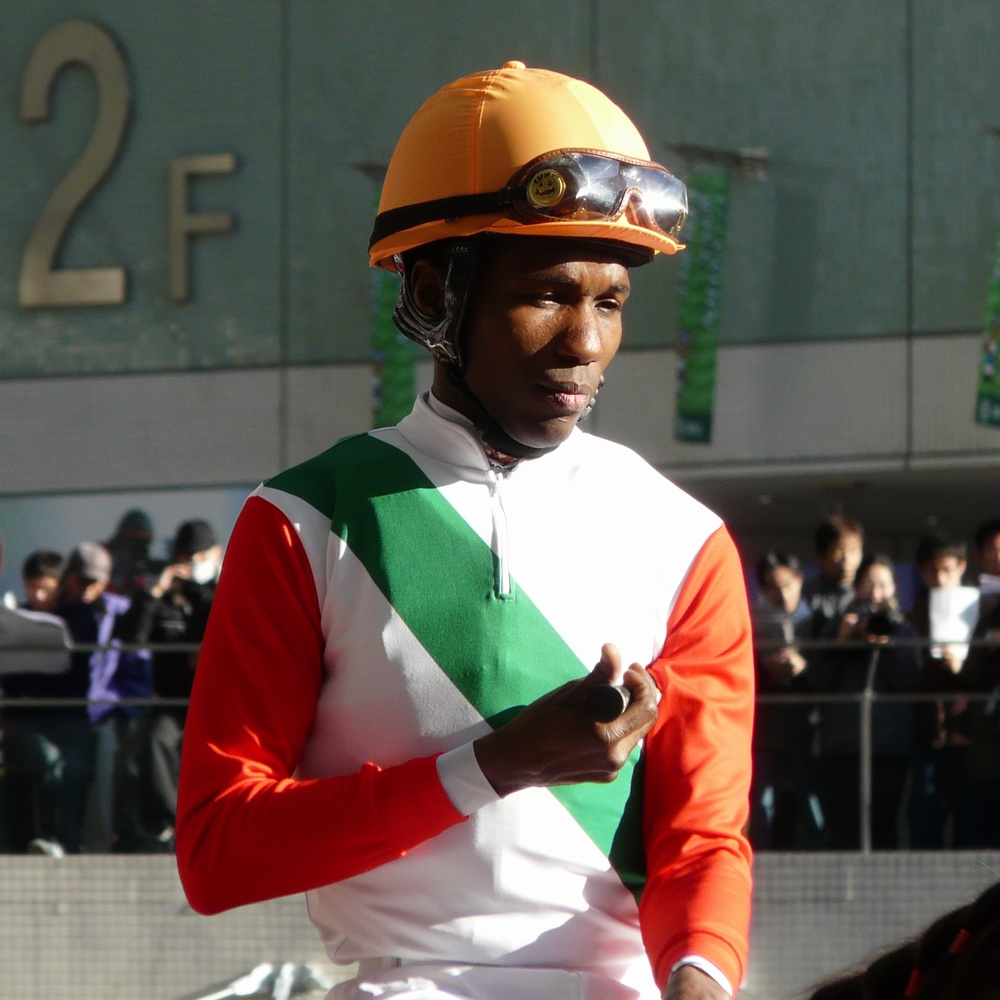
Eduardo Pedroza, vierfacher Championjockey

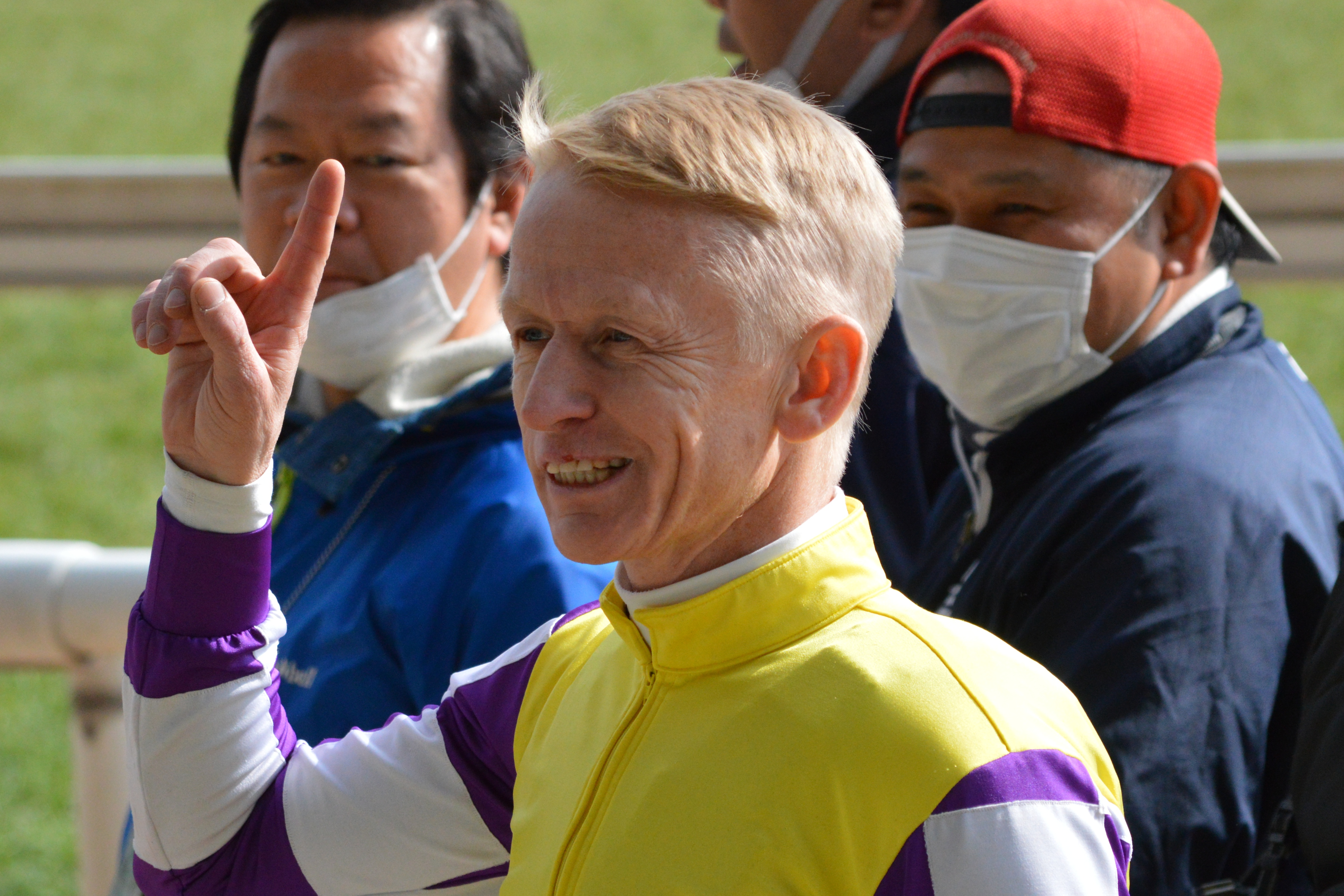
Filip Minarik, vierfacher Championjockey

Das Deutsche Jockey-Championat der Berufsrennreiter in Deutschland gewinnt der Jockey, der innerhalb einer Saison die meisten Siege bei Flachrennen auf deutschen Galopprennbahnen erritten hat.
Die Ergebnislisten gehen bis ins Jahr 1870 zurück.

## Liste der Sieger (ab 1970)
- 2024 Thore Hammer-Hansen[1][2]
- 2023 Andrasch Starke[3]
- 2022 Bauyrzhan Murzabayev[4]
- 2021 Bauyrzhan Murzabayev[5]
- 2020 Bauyrzhan Murzabayev[6]
- 2019 Bauyrzhan Murzabayev[7]
- 2018 Andrasch Starke[8]
- 2017 Filip Minarik und Alexander Pietsch[9]
- 2016 Filip Minarik[10]
- 2015 Alexander Pietsch und Andrasch Starke[11]
- 2014 Adrie de Vries[12]
- 2013 Andrasch Starke
- 2012 Andrasch Starke[13]
- 2011 Filip Minarik
- 2010 Eduardo Pedroza
- 2009 Eduardo Pedroza
- 2008 Eduardo Pedroza
- 2007 Eduardo Pedroza
- 2006 Andreas Suborics
- 2005 Filip Minarik
- 2004 Andreas Suborics
- 2003 Andrasch Starke
- 2002 Andreas Suborics
- 2001 Andrasch Starke
- 2000 Andrasch Starke
- 1999 Andrasch Starke
- 1998 Andrasch Starke
- 1997 Kevin Woodburn
- 1996 Peter Schiergen
- 1995 Peter Schiergen
- 1994 Peter Schiergen
- 1993 Peter Schiergen
- 1992 Peter Schiergen
- 1991 Andrzej Tylicki

Bis 1990 in der BRD:
- 1990 Andrzej Tylicki
- 1989 Georg Bocskai
- 1988 Manfred Hofer
- 1987 Manfred Hofer
- 1986 Andrzej Tylicki
- 1985 Georg Bocskai
- 1984 Peter Alafi und Georg Bocskai
- 1983	Lutz Mäder
- 1982	Manfred Hofer
- 1981	Peter Remmert
- 1980	Lutz Mäder
- 1979 Lutz Mäder[14][15]
- 1978	Georg Bocskai
- 1977	Peter Alafi
- 1976	Schindler, E.
- 1975	Peter Alafi
- 1974	Fritz Drechsler
- 1973	Fritz Drechsler
- 1972	Fritz Drechsler
- 1971	Fritz Drechsler
- 1970	Fritz Drechsler

## Liste der Sieger (ab 1870)
Quelle: Galopp-Sieger.de
- 1969	Fritz Drechsler
- 1968	Peter Remmert
- 1967	Peter Remmert
- 1966	Oskar Langner
- 1965	Peter Remmert
- 1964	Horst Horwart
- 1963	Fritz Drechsler
- 1962	Peter Alafi
- 1961	Hein Bollow
- 1960	Hein Bollow
- 1959	Hein Bollow
- 1958	Hein Bollow
- 1957	Hein Bollow
- 1956	Hein Bollow
- 1955	Hein Bollow
- 1954	Walter Held
- 1953	Walter Held
- 1952	Hein Bollow
- 1951	Hein Bollow
- 1950	Hein Bollow
- 1949	Hein Bollow
- 1948	Hein Bollow
- 1947	Hein Bollow
- 1946	Hans Zehmisch
- 1945	Oskar Langner
- 1944	Hans Zehmisch
- 1943	Hans Zehmisch
- 1942	Hans Zehmisch
- 1941	Otto Schmidt
- 1940	Otto Schmidt
- 1939	Otto Schmidt
- 1938	M. Schmidt
- 1937	Hans Zehmisch
- 1936	Otto Schmidt
- 1935	Willi Printen
- 1934	Willi Printen
- 1933	Willi Printen
- 1932	Everett Haynes
- 1931	Ernst F. Grabsch
- 1930	Ernst F. Grabsch
- 1929	Ernst F. Grabsch
- 1928	Otto Schmidt
- 1927	Otto Schmidt
- 1926	Otto Schmidt
- 1925	Everett Haynes
- 1924	Otto Schmidt
- 1923	Otto Schmidt
- 1922	Otto Schmidt
- 1921	Anton Olejnik
- 1920	Otto Schmidt
- 1919	Otto Schmidt
- 1918	F. Kasper
- 1917	Albert Schlaefke
- 1916	George Archibald
- 1915	George Archibald
- 1914	George Archibald
- 1913	George Archibald
- 1912	Frank Bullock
- 1911	Frank Bullock
- 1910	Frank Bullock
- 1909	Frank Bullock
- 1908	Frank Bullock
- 1907	Tommy Burns
- 1906	O’Connor
- 1905	H. Aylin
- 1904	W. Warne
- 1903	W. Warne
- 1902	E. Martin
- 1901	E. Martin und R. Utting
- 1900	R. Utting
- 1899	W. Warne
- 1898	W. Warne
- 1897	Ch. Ballantine
- 1896	W. Warne
- 1895	W. Warne
- 1894	Ch. Ballantine
- 1893	Ch. Ballantine
- 1892	Frank Sharpe
- 1891	Ch. Ballantine
- 1890	Ch. Ballantine
- 1889	Ch. Ballantine
- 1888	Ch. Ballantine
- 1887	Ch. Ballantine
- 1886	G. Sopp
- 1885	Harry Jeffery
- 1884	G. Sopp
- 1883	Harry Jeffery
- 1882	G. Sopp
- 1881	G. Sopp
- 1880	G. Sopp
- 1879	G. Sopp
- 1878	G. Sopp
- 1877	G. Sopp
- 1876	Whitheley
- 1875	E. Fisk, W. Little und G. Sopp
- 1874	Wilson
- 1873	G. Sopp
- 1872	Eric Madden
- 1871	Eric Madden
- 1870	Eric Madden

## Weitere Auszeichnungen
- Championat der Amateurrennreiter
- Championat der Amateurrennreiterinnen
- Championat (Hindernisrennen)

## International
Diese Auszeichnung wird landesspezifisch auch in den übrigen Ländern vergeben, in denen Pferderennen stattfinden.
Weitere anerkannte Championate sind:
- Britisches Championat
- Championat in USA